# Mabini (Pangasinan)
Mabini è una municipalità di quarta classe delle Filippine, situata nella Provincia di Pangasinan, nella regione di Ilocos.
Mabini è formata da 16 baranggay:
- Bacnit
- Barlo
- Caabiangaan
- Cabanaetan
- Cabinuangan
- Calzada
- Caranglaan
- De Guzman
- Luna
- Magalong
- Nibaliw
- Patar
- Poblacion
- San Pedro
- Tagudin
- Villacorta